# بريا أناند
بريا أناند هي عارضة وممثلة هندية، ولدت في 17 سبتمبر 1986 بتشيناي في الهند.

## وصلات خارجية
- بريا أناند على موقع IMDb (الإنجليزية)
- بريا أناند على موقع ألو سيني (الفرنسية)
- بريا أناند على موقع أول موفي (الإنجليزية)
- بريا أناند على موقع قاعدة بيانات الفيلم (الإنجليزية)
- بريا أناند على موقع كينوبويسك (الروسية)